# خلیدیه
خلیدیه (به عربی: خلیدیة) یک منطقهٔ مسکونی در تونس است که در استان بن عروس واقع شده‌است. خلیدیه ۸٬۴۷۰ نفر جمعیت دارد.